# قائمة فوربس للمليارديرات في 2015
هذه قائمة فوربس للمليارديرات في 2015 منشورة من قبل مجلة فوربس الأمريكية لسنة 2015، وهذه المجلة تجمع مليارديرات الأرض، باستثناء أفراد العائلات المالكة (إلا إذا كانت مصادر أموالهم خاصة)، وتصنف أموالهم بالمليار دولار أمريكي.

القائمة الرسمية لمجلة فوربس على موقعها الرسمي تحتوي على 826 1 ملياردير، مقابل 645 1 السنة الفارطة. إجمالي ثروتهم يتجاوز 000 7 مليار دولار بقليل، مقابل 400 6 مليار في 2014.

من الجدير بالذكر هو عودة ليليان بيتنكور إلى أفضل عشرة.

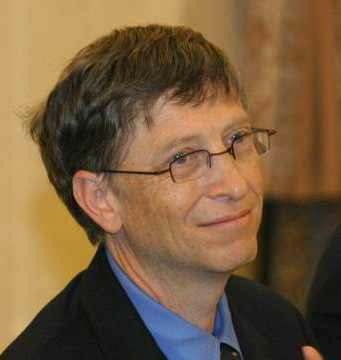
بيل غيتس
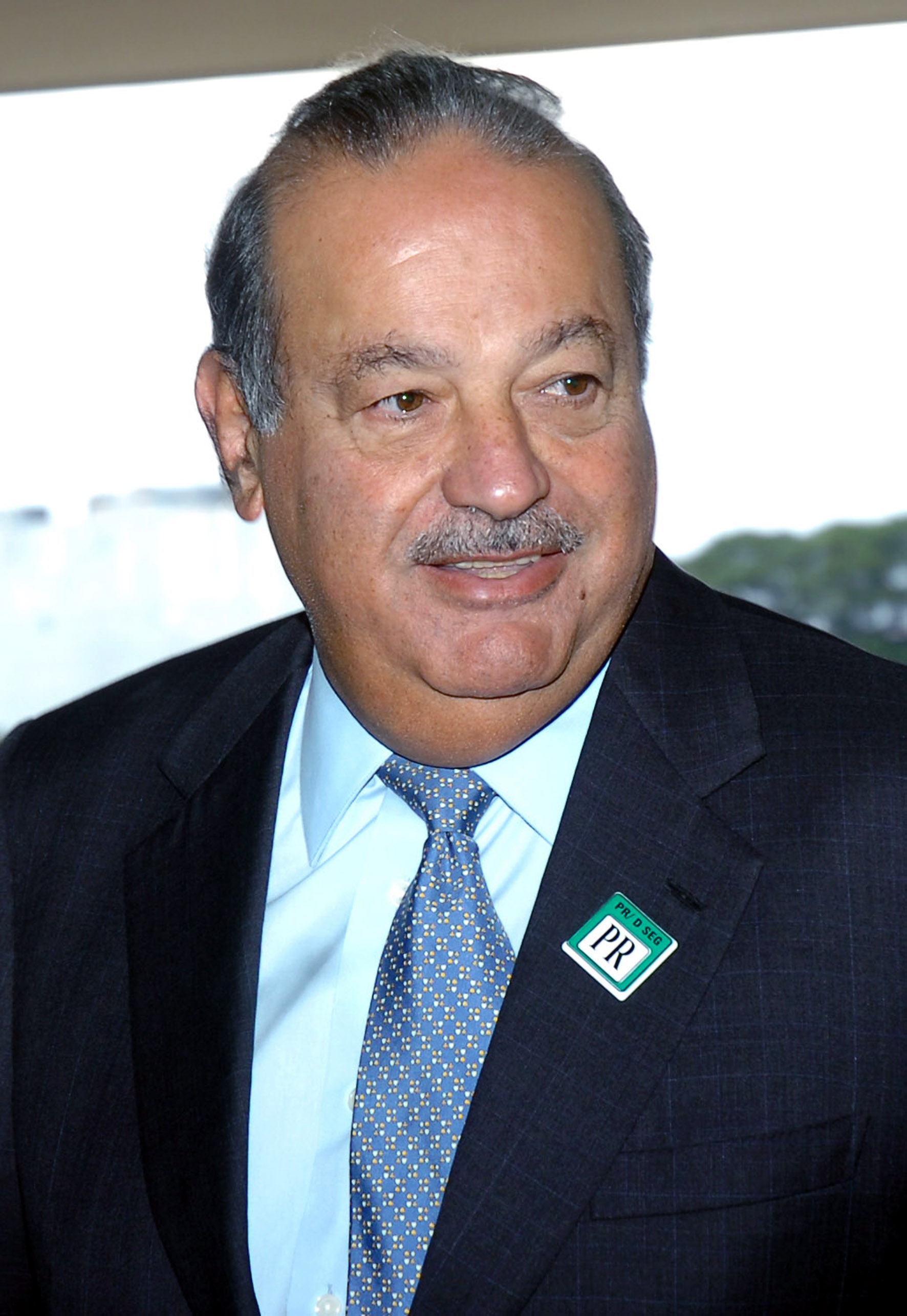
كارلوس سليم
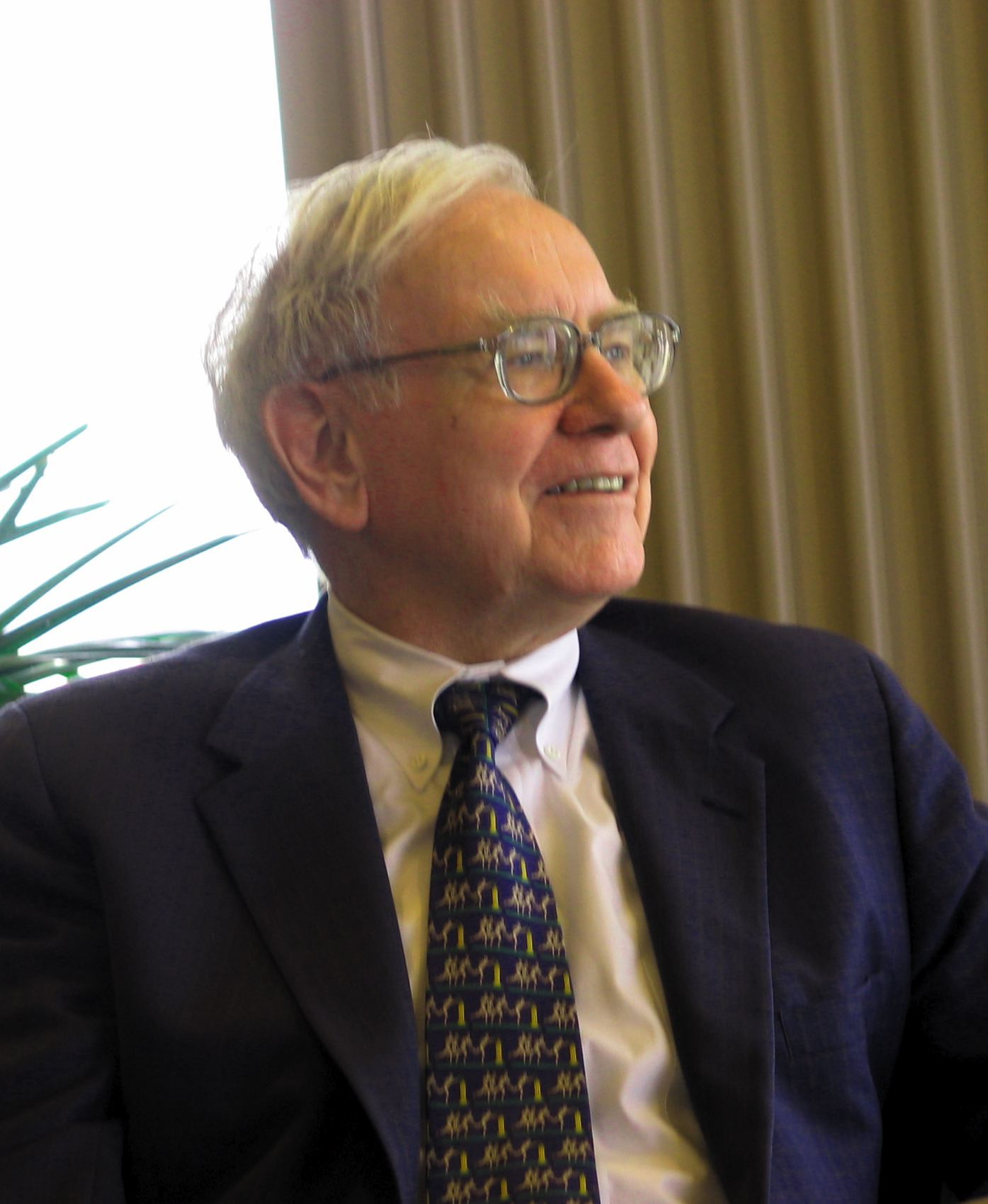
وارن بافت

## قائمة المليارديرات
| أيقونة | الوصف                       |
| ------ | --------------------------- |
|        | لا تغييرات مقارنة بسنة 2014 |
| ▲      | تقدم مقارنة بسنة 2014       |
| ▼      | انخفاض مقارنة بسنة 2014     |

| #    | الاسم            | الثروة (بالمليار دولار أمريكي) | الجنسية          | الإقامة       | الشركة أو القطاع    |
| ---- | ---------------- | ------------------------------ | ---------------- | ------------- | ------------------- |
| 1    | بيل غيتس         | 79.6 مليار                     | الولايات المتحدة | ولاية واشنطن  | مايكروسوفت          |
| 2    | كارلوس سليم      | 79.0 مليار                     | المكسيك          | ولاية واشنطن  | تلماكس، جروبو كارسو |
| 3 ▲  | وارن بافت        | 72.7 مليار                     | الولايات المتحدة | نبراسكا       | بيركشير هاثاواي     |
| 4 ▼  | أمانسيو أورتيغا  | 64.5 مليار                     | إسبانيا          | مقاطعة ليون   | إنديتيكس            |
| 5 ▲  | لاري إليسون      | 54.3 مليار                     | الولايات المتحدة | كاليفورنيا    | أوراكل              |
| 6    | تشارلز كوك       | 42.9 مليار                     | الولايات المتحدة | كانساس        | صناعات كوك          |
| 6    | ديفيد كوك        | 42.9 مليار                     | الولايات المتحدة | ولاية نيويورك | صناعات كوك          |
| 8 ▲  | كريستي والتون    | 41.7 مليار                     | الولايات المتحدة | وايومنغ       | وول مارت            |
| 9 ▲  | جيم والتون       | 40.6 مليار                     | الولايات المتحدة | أركنساس       | وول مارت            |
| 10 ▲ | ليليان بيتنكور   | 40.1 مليار                     | فرنسا            | إيل دو فرانس  | لوريال              |
| 11 ▲ | أليس والتون      | 39.4 مليار                     | الولايات المتحدة | تكساس         | وول مارت            |
| 12 ▲ | أس روبسون والتون | 39.1 مليار                     | الولايات المتحدة | أركنساس       | وول مارت            |
| 13 ▲ | برنار أرنو       | 37.2 مليار                     | فرنسا            | إيل دو فرانس  | أل في أم أش         |
| 14 ▲ | مايكل بلومبيرغ   | 35.5 مليار                     | الولايات المتحدة | ولاية نيويورك | بلومبيرغ أل بي      |
| 15 ▲ | جيف بيزوس        | 34.8 مليار                     | الولايات المتحدة | ولاية واشنطن  | أمازون              |
| 16 ▲ | مارك زوكربيرغ    | 33.4 مليار                     | الولايات المتحدة | كاليفورنيا    | فيس بوك             |
| 17 ▲ | لي كا شينج       | 33.3 مليار                     | هونغ كونغ        | هونغ كونغ     | هوتشيسون وامبوا     |
| 18 ▲ | شيلدون أديلسون   | 31.4 مليار                     | الولايات المتحدة | نيفادا        | لاس فيغاس ساندس     |
| 19 ▲ | لاري بايج        | 29.7 مليار                     | الولايات المتحدة | كاليفورنيا    | جوجل                |
| 20 ▲ | سيرجي برين       | 29.2 مليار                     | الولايات المتحدة | كاليفورنيا    | جوجل                |

## مقالات ذات صلة
- قائمة رؤساء الدول والحكومات حسب الثروة الإجمالية

## روابط خارجية
- القائمة الكاملة على الموقع الرسمي فوربس.